# 等価回路

図.1 簡単な回路が等価になる
抵抗 とコンデンサ を並列に接続した場合のインピーダンス (a)と、抵抗 とコンデンサ を並列に接続した場合のインピーダンス (b)は、
とすることで等価になる。

図.2 電気系・機械系要素の対応と等価回路
電気系と機械系の要素では、電圧 と力 、電流 と速度 、インダクタンス と質量 、静電容量 とコンプライアンス 、抵抗 と機械抵抗 がそれぞれ対応関係にあり、上図の構成では同形式の方程式が立てられる。

等価回路（とうかかいろ、Equivalent circuit）とは、 対象となる電気・電子回路に対して、電圧・電流・周波数特性などの関係が等しくなるような構成をとる別の回路網。単独の部品における理想的な特性に対して周波数特性などを考慮し詳細な回路構成としたものも等価回路という。また、これら回路系以外の系（機械・磁気・熱・音響・生体など）の対象が持つ特性が示す方程式と同等の特性になるように置き換えた電気回路網のこと。 一般に、等価回路に置き換えることは、対象となる系の簡略化を目的とすることが多く、特性の解析や、設計のしやすさの向上を図ることができる。 

## 概要
電気回路において、電源（電圧源・電流源）、電気抵抗、インダクタンス、静電容量を組み合わせた回路網では、定常特性、過渡特性、周波数特性などを、単純な計算式や微分方程式によって表すことができる。これらの式が同じになる回路網同士は電気回路として等価であることを示している。この場合、元の回路網と別の回路網は等価回路である、という。
実際には、等価回路として適用できる範囲（使用する周波数帯域などにおける電気的特性）が限定される場合があるため、必要ならば等価回路内の素子や接続構成を変更しなければならない。また、個別部品が理想的な特性のみを持つのではなく何らかの周波数特性や電流特性などを有する場合は、付随する要素を取り込んで実際の特性に合わせることも行われる。（#受動素子）
能動素子を含む電子回路においては、能動素子そのものの特性を電圧源や電流源を含む等価回路として置き換え、周辺回路と共に全体の等価回路を構成することが行われる。（#能動素子）
また一般に、物理的なシステムは適切な条件下では入出力間の関係は微分方程式で表すことができる。このような物理的に異なるシステムが同じ形の微分方程式で表されることを相似であるといい、結果的に、それぞれのシステムを上記のような電気系回路の対応（等価回路）に置き換えが可能なことを示している。
例えば、機械工学においては、力、速度、機械抵抗、質量、コンプライアンスなどが運動方程式で表される。これは電気回路における電圧、電流、電気抵抗、インダクタンス、静電容量などに対応している。したがって、これらの構成要素を電気回路の回路網の部品に置き換えることができる。つまり、機械素子の構成を電気回路に置き換えて方程式をたて、それを解くことにより機械系の振動特性や挙動を解析することができる。
電気回路の電流 {\displaystyle i} は時間あたりの電荷 {\displaystyle q} の移動量、機械系では物体の速度 {\displaystyle u} は時間あたりの変位量 {\displaystyle x}であることから、それぞれ、外部から与える電圧を{\displaystyle E}、外力を{\displaystyle F}とすれば、電気系、機械系の負荷との関係は、
- 電気系（電気抵抗 {\displaystyle R}、インダクタンス {\displaystyle L}、静電容量 {\displaystyle C}）

{\displaystyle {\begin{cases}E=R{\dfrac {\mathrm {d} q}{\mathrm {d} t}}&=Ri\\E=L{\dfrac {\mathrm {d^{2}} q}{\mathrm {d} t^{2}}}&=L{\dfrac {\mathrm {d} i}{\mathrm {d} t}}\\E={\dfrac {q}{C}}&={\dfrac {1}{C}}\int i\mathrm {d} t\end{cases}}}
- 機械系（機械抵抗 {\displaystyle R_{m}}、質量 {\displaystyle M_{m}}、コンプライアンス {\displaystyle C_{m}}）

{\displaystyle {\begin{cases}F=R_{m}{\dfrac {\mathrm {d} x}{\mathrm {d} t}}&=R_{m}u\\F=M_{m}{\dfrac {\mathrm {d^{2}} x}{\mathrm {d} t^{2}}}&=M_{m}{\dfrac {\mathrm {d} u}{\mathrm {d} t}}\\F={\dfrac {x}{C_{m}}}&={\dfrac {1}{C_{m}}}\int u\mathrm {d} t\end{cases}}}
となり同じ形式の方程式で表され、それぞれの項の係数は電気系、機械系で対応している（{\displaystyle R\Leftrightarrow R_{m},L\Leftrightarrow M_{m},C\Leftrightarrow C_{m}}）。これは、同じ形式の方程式で表現できる挙動が電気回路として表現できることも示している（図2 参照）。（#機械工学）
伝熱系においては、発熱源、熱抵抗、熱容量を、電流源、電気抵抗、静電容量に置き換えることができる。（#伝熱工学）
さらには、直接的な素子対応とは見なされない生体においても、生体のインピーダンスモデルを作成したり、心臓の拍動をモデル化するなどの適用がなされている。（#生体）
なお、電気系以外の系を電気回路で表現したものを「機械回路」「音響回路」といった「××回路」と呼ぶことがある。

## 等価回路を使う利点
等価回路は電気回路自身だけでなく、他の系を電気回路網に置き換えることが可能であり同等の特性を模擬することが可能である。よって、機械的振動の解析や熱解析に回路解析手法を適用することができる。これは、回路シミュレーターを使った解析や設計も可能であることを示している。
スピーカなど電気回路の要素と音響機械要素が組み合わされる機器では、音響機械要素部を電気回路に置き換えて1つの電気回路として扱うことで、インピーダンス特性の解析を統一的に行うことが出来るようになる。
なお、各系の個別素子が1つの電気系素子と対応するとき、複数素子の接続状態は電気回路における直列接続・並列接続として表すことが出来ることも示している。

## 電気系の等価回路

### 電気回路
電気回路では、オームの法則をはじめとして、キルヒホッフの法則、テブナンの定理、ノートンの定理などの交流回路理論の基礎的な事項を用いて、複雑な構成を有する回路を簡略化し等価回路を作成することができる。
例えば、オームの法則、キルヒホッフの法則を適用すれば、インピーダンス素子を直列接続や並列接続した構成の回路を最小限の素子に置き換えることができる。
テブナンの定理、ノートンの定理を用いることにより、電圧源、電流源となる電源、インピーダンスを含む回路網において、任意の2点間に対する等価回路を生成することができる。

#### 直列接続回路と並列接続回路
電気抵抗、インダクタンス、静電容量などの受動素子（インピーダンス素子）を直列、あるいは、並列に接続した回路の場合、オームの法則、キルヒホッフの法則により、素子の接続構成を簡略化することが可能である。
（以下、インピーダンス素子を {\displaystyle Z}、電源電圧を {\displaystyle E(=E_{0}\sin \omega t)}、電流を {\displaystyle I}、素子間電圧を {\displaystyle V} とする）
直列接続回路

図.3
インピーダンスの直列接続・並列接続と等価回路

図.3 (a-1)は、2つの素子、{\displaystyle Z_{1}}、{\displaystyle Z_{2}} を直列に接続にした例である。
このとき、電流 {\displaystyle I} の経路は1つのみであり、各素子の両端電圧は {\displaystyle V_{1}}、{\displaystyle V_{2}} である。ここでは、
{\displaystyle V=V_{1}+V_{2}=IZ_{1}+IZ_{2}=I(Z_{1}+Z_{2})}
になる。{\displaystyle E=V} であるから、電源 {\displaystyle E} からみたインピーダンス {\displaystyle Z} は、
{\displaystyle Z={\frac {V}{I}}}
なので、当初の結果より、
{\displaystyle V=IZ=I(Z_{1}+Z_{2})}
が得られる。
つまり、この {\displaystyle Z_{1}} と {\displaystyle Z_{2}} を直列接続した回路の合成インピーダンス {\displaystyle Z_{S}} は、
{\displaystyle Z_{S}=Z_{1}+Z_{2}}
であり、図.3 (a-2)の等価回路に置き換えられる。
この結果を拡張すれば、インピーダンス素子を直列に N 個接続した場合の合成インピーダンス {\displaystyle Z} は、
{\displaystyle Z=\sum _{k=1}^{N}Z_{k}}
で求められる。
並列接続回路
図.3 (b-1)は、2つの素子、{\displaystyle Z_{1}}、{\displaystyle Z_{2}} を並列に接続にした例である。
このとき、電流 {\displaystyle I} の経路は各素子に分かれ {\displaystyle I_{1}}、{\displaystyle I_{2}} になるが、各素子の両端電圧は電源電圧と同一の {\displaystyle V=E} である。ここで、各電流は、
{\displaystyle {\begin{cases}I_{1}={\frac {V}{Z_{1}}}\\I_{2}={\frac {V}{Z_{2}}}\end{cases}}}
であるから、
{\displaystyle I=I_{1}+I_{2}=V({\frac {1}{Z_{1}}}+{\frac {1}{Z_{2}}})}
になる。電源 {\displaystyle E} の電流 {\displaystyle I} は、合成したインピーダンスを {\displaystyle Z_{P}} とすると、
{\displaystyle I={\frac {E}{Z_{P}}}}
であり、{\displaystyle V=E} から、
{\displaystyle I={\frac {E}{Z_{P}}}={\frac {V}{Z_{P}}}=E({\frac {1}{Z_{1}}}+{\frac {1}{Z_{2}}})}
となり、
{\displaystyle {\frac {1}{Z_{P}}}={\frac {1}{Z_{1}}}+{\frac {1}{Z_{2}}}}
である。{\displaystyle Z_{P}} で整理すると、
{\displaystyle Z_{P}={\frac {1}{{\frac {1}{Z_{1}}}+{\frac {1}{Z_{2}}}}}={\frac {1}{\frac {Z_{1}+Z_{2}}{Z_{1}Z_{2}}}}={\frac {Z_{1}Z_{2}}{Z_{1}+Z_{2}}}}
となって、図.3 (b-2)の等価回路に置き換えられる。
この結果を拡張すれば、インピーダンス素子を並列に N 個接続した場合の合成インピーダンス {\displaystyle Z} は、
{\displaystyle {\frac {1}{Z}}=\sum _{k=1}^{N}{\frac {1}{Z_{k}}}}
で求められる。
直列・並列接続混合回路
直列接続と並列接続が混合した回路では、上記の直列接続回路・並列接続回路による簡略化を用いればよい。
図3. (c-1)は、3つの素子{\displaystyle Z_{1}}、{\displaystyle Z_{2}}、{\displaystyle Z_{3}} を直列並列接続した例である。
まず、並列接続されている {\displaystyle Z_{2}}、{\displaystyle Z_{3}} を合成インピーダンス {\displaystyle Z_{P}} に置き換える。このとき {\displaystyle Z_{P}} は、
{\displaystyle {\frac {1}{Z_{P}}}={\frac {1}{Z_{2}}}+{\frac {1}{Z_{3}}}}
であり、上述の通り、
{\displaystyle Z_{P}={\frac {Z_{2}Z_{3}}{Z_{2}+Z_{3}}}}
となって、図.3 (c-2)に変換される。
次に、求めた {\displaystyle Z_{P}} を用いて {\displaystyle Z_{1}} との直列接続の合成インピーダンス {\displaystyle Z} を求めればよい。
{\displaystyle Z=Z_{1}+Z_{P}=Z_{1}+{\frac {Z_{2}Z_{3}}{Z_{2}+Z_{3}}}}
となるので、図.3 (c-3)の等価回路に置き換えられる。
なお、上記いずれの場合においても、各インピーダンス素子が電気抵抗 {\displaystyle R}、インダクタンス {\displaystyle L}、静電容量 {\displaystyle C} であれば、それぞれ、{\displaystyle R}、{\displaystyle j\omega L}、{\displaystyle {\frac {1}{j\omega C}}}として計算すればよい。

#### テブナンの定理

図.4 テブナンの定理/ノートンの定理による等価回路への変換

電源や回路素子を含む回路網（図.4 (a)）中の任意の2点間に現れる電位差が {\displaystyle V_{0}}（図.4 (b-1)）、電圧源を短絡、電流源を開放したときのインピーダンスが {\displaystyle Z_{0}}（図.4 (b-2)）のとき、この2点間にさらにインピーダンス {\displaystyle Z} を接続したときに流れる電流 {\displaystyle I}は、
{\displaystyle I={\frac {V_{0}}{Z_{0}+Z}}}
である（図.4 (b-3)）。
したがって、この2点間から見た回路網の等価回路は、電源電圧 {\displaystyle V_{0}}、出力インピーダンス {\displaystyle Z_{0}}の直列回路として表される。

#### ノートンの定理
電源や回路素子を含む回路網（図.4 (a)）中の任意の2点間に流れる電流が {\displaystyle I_{0}}（図.4 (c-1)）、電圧源を短絡、電流源を開放したときのアドミタンスが {\displaystyle Y_{0}}（図.4 (c-2)）のとき、この2点間にアドミタンス {\displaystyle Y} を接続したときに発生する電圧 {\displaystyle V}は、
{\displaystyle V={\frac {I_{0}}{Y_{0}+Y}}}
である（図.4 (c-3)）。
したがって、この2点間から見た回路網の等価回路は、電流源 {\displaystyle I}と、コンダクタンス {\displaystyle Y_{0}} の並列回路として表される。

### 受動素子
抵抗器、インダクタ、コンデンサなどの受動素子は、通常は適用する回路の周波数領域では理想的な電気抵抗素子やリアクタンス素子と見なされるが、より高い周波数領域では素子そのものの構造（パッケージ）や配線状況に由来するインピーダンスの変化が生じるので注意を要する。

#### 抵抗

図.5 抵抗器の等価回路

理想的な抵抗器は電気抵抗成分 {\displaystyle R} しか持たない（図.5 (a)）。
しかし、実素子としては、抵抗素子自体や素子に接続するリード線部が有するインダクタンス {\displaystyle L_{s}}、端子間に存在する静電容量 {\displaystyle C_{p}} の影響を受けるので、これらの要素を組み合わせたものが等価回路になる（図.5 (b)、(c)）。このため用いる周波数によってインピーダンスの変化する素子として振る舞う。

#### インダクタ

図.6 インダクタの等価回路

理想的なインダクタはインダクタンス {\displaystyle L} のみを持つ（図.6 (a)）。
しかし、実素子としては、巻き線が有する抵抗 {\displaystyle R_{s}}、巻き線間に存在する静電容量 {\displaystyle C_{p}} と絶縁抵抗 {\displaystyle R_{p}} の影響を受けるので、これらの要素を組み合わせたものが等価回路になる（図.6 (b)）。このため高周波領域では素子自体が共振点を持ったり、インダクタとしての役割を失い静電容量成分が主となる場合がある。
例えば、図.6 (b)の等価回路では、{\displaystyle \omega =2\pi f={\frac {1}{\sqrt {LC_{p}}}}} となる並列共振周波数 {\displaystyle f} 付近で最もインピーダンスが大きくなるが、より高い周波数領域では {\displaystyle C_{p}} による特性が支配的になるためインピーダンスは小さくなる。

また、インダクタに流れる電流が許容値を超えるとインダクタンスが低下する場合もあるので、より適切なモデリングを行うことがある。

#### コンデンサ

図.7 コンデンサの等価回路

理想的なコンデンサは静電容量 {\displaystyle C} のみを持つ（図.7 (a)）。
しかし、実素子としては、端子部が有する抵抗 {\displaystyle R_{s}}（ESR/等価直列抵抗）やインダクタンス {\displaystyle L_{s}}（ESL/等価直列インダクタンス）があるとみなせる（図.7 (b)）。またさらに端子間の絶縁抵抗 {\displaystyle R_{p}} や静電容量 {\displaystyle C_{p}} を考慮することがある（図.7 (c)）。このため高周波領域では素子自体が共振点を持ったり、コンデンサとしての役割を失いインダクタンス成分が主となる場合がある。
例えば、図.7 (b)の等価回路では、{\displaystyle \omega =2\pi f={\frac {1}{\sqrt {L_{s}C}}}} となる並列共振周波数 {\displaystyle f} 付近で最もインピーダンスが小さくなるが、より高い周波数領域では {\displaystyle L_{s}} による特性が支配的になるためインピーダンスは大きくなる。

#### 水晶振動子

図.8 水晶振動子の等価回路

水晶振動子は水晶の結晶に生じる圧電現象を利用した素子で、その弾性的性質は質量、機械コンプライアンスで決まる固有振動数を持つ。この固有振動数と同じ周波数の電界を加えると共振することを利用し、周波数精度の高い発振回路を構成する部品として用いられる。
等価回路としては、水晶の質量がインダクタンス {\displaystyle L_{s}}、機械コンプライアンスが静電容量 {\displaystyle C_{s}}、機械損失が抵抗値 {\displaystyle R_{s}} に相当する直列回路に電極間容量 {\displaystyle C_{p}} が並列に接続された構成（図.8 (b)）になる。等価抵抗 {\displaystyle R_{s}} を無視した場合のリアクタンス {\displaystyle X} は、
{\displaystyle jX=-j{\frac {1-\omega ^{2}L_{s}C_{s}}{\omega (C_{p}+C_{s}-\omega ^{2}L_{s}C_{p}C_{s})}}}、 {\displaystyle \omega =2\pi f}
である。
この回路は直列共振周波数 {\displaystyle f_{s}} と並列共振周波数 {\displaystyle f_{p}} をもち、
{\displaystyle f_{s}={\frac {1}{2\pi {\sqrt {L_{s}C_{s}}}}}}
{\displaystyle f_{p}={\frac {1}{2\pi {\sqrt {\frac {L_{s}C_{s}C_{p}}{C_{s}+C_{p}}}}}}=f_{s}{\sqrt {1+{\frac {C_{s}}{C_{p}}}}}}
である。通常は、{\displaystyle C_{p}\gg C_{s}}なので {\displaystyle f_{s}} と {\displaystyle f_{p}} の間隔は非常に狭くなり、この区間でのみ誘導性リアクタンスとなるので、発振回路ではインダクタの代わりとして用いられる。

### 能動素子
バイポーラトランジスタ(BJT)や電界効果トランジスタ(FET)などの能動素子は整流作用や増幅作用などの特性を持つことから、抵抗器やインダクタ、コンデンサなどの受動部品の組み合わせだけでなく、電圧源や電流源を含めた回路網として表現することが多い。また、適用する信号の種類により回路構成の使い分けが行われる。
能動部品を用いて増幅回路を構成する場合は、入力2端子・出力2端子の二端子対回路に対してT型等価回路や、hパラメータ、Yパラメータを適用した等価回路として表すことが基本となる。この場合、入力側と出力側の1端子ずつを共通端子（接地端子）として設定する。トランジスタではエミッタ・コレクタ・ベース端子がありそれぞれエミッタ接地・コレクタ接地・ベース接地となり、FETではソース・ドレイン・ゲート端子がありそれぞれソース接地・ドレイン接地・ゲート接地と呼ぶ。

#### ダイオード

図.9 ダイオードの等価回路

ダイオードは p 型半導体と n 型半導体を接合した2端子の部品であり、それぞれアノード(A)端子、カソード(K)端子と呼ぶ。カソードに対してアノード端子が高電位になると電流が流れ、逆の電圧になると電流が流れないという整流作用を持つ。理想的な特性では、順方向電圧の場合は導通状態になり、逆方向電圧の場合は電流が遮断される（理想ダイオード）。
しかし、実際の素子ではこの電圧と電流の関係は非線形であり、さらに pn 接合の拡散電位のために順方向電圧は所定の電圧以上でなければ電流が流れ始めない（シリコンで約0.5 - 0.7V、ゲルマニウムで約0.2 - 0.4V）。
これらを考慮した折れ線近似等価回路（図.9 (b)）では、理想ダイオード {\displaystyle D}、動作抵抗 {\displaystyle R_{d}}、拡散電位電圧{\displaystyle V_{T}}を直列接続した構成となる。これは、拡散電位を超えた電圧が印加されると、動作抵抗 Rにより電流が1次関数的に決まることを表している。
高周波動作を考慮する場合（図.9 (c)）、理想ダイオードに並列に pn 接合の空乏層が持つ接合容量 {\displaystyle C_{d}}、ダイオードの広がり抵抗 {\displaystyle R_{s}}、素子に寄生する直列インダクタンス {\displaystyle L_{s}} が直列に接続された構成になる。
なお、いずれの等価回路においても、逆方向電圧印加時の逆方向電流は考慮されない。

#### バイポーラトランジスタ
バイポーラトランジスタはp型半導体、n型半導体をそれぞれ、pnp型ではp-n-p、npn型ではn-p-nの順番で接合したものである。両端の端子をE（エミッタ）、C（コレクタ）とし、中央部をB（ベース）の各端子として用いる。増幅回路に適用する場合は、いずれかの端子を入出力の共通端子として使用する。直流に対する増幅回路では直流等価回路、交流信号に対する増幅回路では小信号等価回路、さらには高周波領域で使用する場合は高周波等価回路を適用する。

##### 直流等価回路

図.10 pnpトランジスタの直流等価回路
図.11 npnトランジスタの直流等価回路

トランジスタの直流増幅に着目した等価回路は、pnpトランジスタは図.10、npnトランジスタは図.11 のようになる。
素子の構造上、E-B、B-C端子間に、用いる電流方向（バイアス）に対してそれぞれダイオードを順・逆方向に接続したものと同等であると考えられる。したがって、pnp型トランジスタ、npn型トランジスタでは異なる構成になる。コレクタ電流はエミッタ電流の {\displaystyle \alpha } 倍（{\displaystyle \alpha } はベース接地電流増幅率）の電流源が接続されているものと見なせる。

##### 小信号等価回路

図.12 トランジスタの小信号T型等価回路

小信号等価回路は、トランジスタを適切なバイアス状態にした場合の交流小信号に対する振る舞いを近似するために用いられる。T型等価回路、hパラメータ（ハイブリッドパラメータ）を用いた回路があり、いずれの等価回路においても交流信号に対する動作であるので pnp型トランジスタ、npn型トランジスタによる区別は無い。
T型等価回路
トランジスタの各端子に流れる電流を、ベース電流 {\displaystyle i_{b}}、エミッタ電流 {\displaystyle i_{e}}、コレクタ電流 {\displaystyle i_{c}} とし、ベース広がり抵抗 {\displaystyle r_{b}}、エミッタ拡散抵抗 {\displaystyle r_{e}}、コレクタ抵抗 {\displaystyle r_{c}}、ベース接地電流増幅率を{\displaystyle \alpha }、{\displaystyle \beta ={\frac {\alpha }{1-\alpha }}}とすると右図のようになる。それぞれ、図.12 (a)はベース接地回路、(b)はエミッタ接地回路、(c)はコレクタ接地回路である。
hパラメータによる等価回路

図.13 hパラメータによるトランジスタの等価回路

hパラメータによる等価回路は、4端子回路における入出力の電流電圧関係をそのまま示したものであり、等価回路の構成としては pnp/npn型による違いや接地方式による違いは無く統一的に扱うことが出来る。回路構成と各パラメータの関係は図.13 および下式の通りである。
{\displaystyle {v_{1} \choose i_{2}}={\begin{pmatrix}h_{i}&h_{r}\\h_{f}&h_{o}\end{pmatrix}}{i_{1} \choose v_{2}}}
{\displaystyle h_{i}}（入力インピーダンス）、{\displaystyle h_{r}}（電圧帰還率）、{\displaystyle h_{f}}（電流利得）、{\displaystyle h_{o}}（出力アドミタンス）の各パラメータは以下の条件で設定される。
{\displaystyle h_{i}={v_{1} \over i_{1}}{\bigg |}_{v_{2}=0}}[Ω]、{\displaystyle h_{r}={v_{1} \over v_{2}}{\bigg |}_{i_{1}=0}}、{\displaystyle h_{f}={i_{2} \over i_{1}}{\bigg |}_{v_{2}=0}}、{\displaystyle h_{o}={i_{2} \over v_{2}}{\bigg |}_{i_{1}=0}}[S]
ただし、それぞれのパラメータは接地方式によって異なるので、以下の表の通り用いる添え字を変えて用いる。
|                       | ベース接地             | エミッタ接地           | コレクタ接地           |
| --------------------- | ---------------------- | ---------------------- | ---------------------- |
| {\displaystyle h_{i}} | {\displaystyle h_{ib}} | {\displaystyle h_{ie}} | {\displaystyle h_{ic}} |
| {\displaystyle h_{r}} | {\displaystyle h_{rb}} | {\displaystyle h_{re}} | {\displaystyle h_{rc}} |
| {\displaystyle h_{f}} | {\displaystyle h_{fb}} | {\displaystyle h_{fe}} | {\displaystyle h_{fc}} |
| {\displaystyle h_{o}} | {\displaystyle h_{ob}} | {\displaystyle h_{oe}} | {\displaystyle h_{oc}} |

#### FET
FETは S（ソース）、G（ゲート）、D（ドレイン）端子を持ち、G-S 間の電圧で、S-D 間の抵抗値を制御する素子と見なせる。各端子はバイポーラトランジスタのE（エミッタ）、B（ベース）、C（コレクタ）に相当する。ただし、バイポーラトランジスタとは異なり適切な直流等価回路は無く、直流特性に関しては静特性図を用いる。

##### 小信号等価回路

図.14 FETの小信号T型等価回路

小信号等価回路において、G-S 間の電圧 {\displaystyle V_{GS}} の変化に対するドレイン電流 {\displaystyle I_{D}} の変化を {\displaystyle g_{m}}（相互コンダクタンス、あるいは、伝達コンダクタンス）、ドレイン電流 {\displaystyle I_{D}} とドレイン-ソース間電圧 {\displaystyle V_{DS}} の比を {\displaystyle r_{d}}（ドレイン抵抗）と呼ぶ。
{\displaystyle g_{m}={\frac {\partial I_{d}}{\partial V_{GS}}}}[S]、{\displaystyle r_{d}={\frac {\partial V_{DS}}{\partial I_{D}}}}[Ω]
であり、ドレイン端子に流れる信号電流には、
{\displaystyle i_{d}=g_{m}v_{gs}+{\frac {v_{ds}}{r_{d}}}}
の基本式が成り立つ。
また、ゲート電圧 {\displaystyle V_{GS}} に対するドレイン電圧 {\displaystyle V_{DS}} の変化を増幅率 {\displaystyle \mu } と呼び下式で定義する。
{\displaystyle \mu =-{\frac {\partial V_{DS}}{\partial V_{GS}}}}
これら相互コンダクタンス {\displaystyle g_{m}}、ドレイン抵抗 {\displaystyle r_{d}}、増幅率 {\displaystyle \mu } は FET の3定数といい、以下の関係が成立する。
{\displaystyle \mu =g_{m}r_{d}}
図.14 はそれぞれソース接地回路 (a)、ドレイン接地回路 (b)、ゲート接地回路 (c) において電圧源を用いた等価回路である。入力側信号電圧を {\displaystyle v_{1}}、出力側電圧を {\displaystyle v_{2}}、入力電流を {\displaystyle i_{1}}、出力電流を {\displaystyle i_{2}} とする。ここで、FETの構造およびバイアス状態から、ゲート電流 {\displaystyle i_{g}} はほとんど流れない。このためバイポーラトランジスタで用いる h パラメータは用いられない。
ソース接地回路（図.14 (a)）では,入力電圧 {\displaystyle v_{1}} がゲート電圧 {\displaystyle v_{gs}}、出力電圧 {\displaystyle v_{2}} はドレイン電圧 {\displaystyle v_{ds}}、出力電流 {\displaystyle i_{2}} はドレイン電流 {\displaystyle i_{d}} になる。このとき、{\displaystyle i_{d}=g_{m}v_{gs}+{\frac {v_{ds}}{r_{d}}}} を変形すると、
{\displaystyle v_{ds}=i_{d}r_{d}-g_{m}v_{gs}r_{d}}
となり、さらに {\displaystyle \mu =g_{m}r_{d}} を用いて変形すると、
{\displaystyle v_{ds}=i_{d}r_{d}-\mu v_{gs}}
が得られ、電圧源を用いた等価回路に変形できる。
ドレイン接地回路（図.14 (b)）では、ゲート電圧 {\displaystyle v_{gs}=v_{1}-v_{2}} 、出力電圧 {\displaystyle v_{2}=-v_{ds}}、ドレイン電流 {\displaystyle i_{d}=-i_{2}} になる。{\displaystyle i_{d}} についての基本式をこれらの関係を適用すると、
{\displaystyle -i_{2}=g_{m}(v_{1}-v_{2})-{\frac {v_{2}}{r_{d}}}}
となり、{\displaystyle v_{2}} について変形し、{\displaystyle \mu } を用いれば、
{\displaystyle v_{2}={\frac {1}{1+\mu }}v_{1}+{\frac {r_{d}}{1+\mu }}i_{2}}
となり、電圧源等価回路が得られる。
ゲート接地回路（図.14 (c)）では、ゲート電圧 {\displaystyle v_{gs}=-v_{1}}、出力電圧 {\displaystyle v_{2}=-v_{1}+v_{ds}}、ドレイン電流 {\displaystyle i_{d}=i_{2}=-i_{1}} になる。{\displaystyle i_{d}} についての基本式をこれらの関係を適用すると、
{\displaystyle i_{2}=-g_{m}v_{1}-{\frac {v_{2}-v_{1}}{r_{d}}}}
となり、{\displaystyle v_{2}} について変形し、{\displaystyle \mu } を用いれば、
{\displaystyle v_{2}=(1+\mu )v_{1}+r_{d}i_{2}}
となり、電圧源等価回路が得られる。

#### オペアンプ

図.15 オペアンプの等価回路

オペアンプ（演算増幅器）は、図.15 (a)の回路記号で表され、反転入力と非反転入力の2つの入力端子を持ち、それぞれの入力電圧を {\displaystyle v_{i-}}、{\displaystyle v_{i+}} 、電圧増幅率を {\displaystyle A_{v}} としたとき、理想的には出力端子に {\displaystyle A_{v}(v_{i+}-v_{i-})} となる電圧を出力する回路である。
また、正負電源を供給する端子（{\displaystyle V_{S+}} と {\displaystyle V_{S-}}）がある。
現実的な回路素子としては図.15 (b)のように、
- 入力インピーダンス {\displaystyle R_{I}}
- 出力インピーダンス {\displaystyle R_{O}}
- 入力オフセット電圧 {\displaystyle V_{IO}}

が存在する。
また、入力電圧（{\displaystyle v_{i-}}、{\displaystyle v_{i+}}）の範囲や、出力電圧 {\displaystyle v_{o}} は内部回路の構成により電源電圧範囲（{\displaystyle V_{S+}} ・ {\displaystyle V_{S-}}）よりも狭くなる。ただし、これらの入力・出力電圧を電源電圧範囲いっぱいになるようにした製品もある。
理想的な状態では、
- 入力インピーダンス {\displaystyle R_{I}} は無限大（入力端子に電流は流れない）
- 電圧増幅率 {\displaystyle A_{v}} は無限大
- 出力インピーダンス {\displaystyle R_{O}} はゼロ
- 周波数特性が平坦（帯域が無限大）
- 入力オフセット電圧 {\displaystyle V_{IO}} がゼロ
- 温度ドリフト[注釈 17]がゼロ

とみなす。
このような（理想的な）条件の下でオペアンプを用いた回路における付随する素子の定数を決定することが多い。ただし、高精度な性能が要求される場合は、調整手段を設けたり、用途別のオペアンプを選択する必要がある。

### 電気機器

#### 変圧器
理想変圧器

図.16 理想変圧器の等価回路

理想的な変圧器では、巻線自体の損失をゼロ、磁気回路の損失をゼロ（磁気特性が線形・漏れ磁束無し）と見なす。
1次巻線と2次巻線の巻回数がそれぞれ {\displaystyle N_{1}}、{\displaystyle N_{2}}のとき、巻数比 {\displaystyle a} は {\displaystyle N_{1}/N_{2}} となる。
図.16 (b-1)のように、1次側に交流電源 {\displaystyle v_{1}}を接続し、2次側を開放した場合の関係は、2次側の出力電圧を {\displaystyle v_{2}} とすれば、
{\displaystyle \left|{\frac {v_{1}}{v_{2}}}\right\vert ={\frac {N_{1}}{N_{2}}}=a}
である。
また、図.16 (b-2)のように、2次側を短絡した場合の関係は、1次側の電流を {\displaystyle i_{1}}、2次側の電流を {\displaystyle i_{2}}とすれば、
{\displaystyle \left|{\frac {i_{1}}{i_{2}}}\right\vert ={\frac {N_{2}}{N_{1}}}={\frac {1}{a}}}
である。
また、自己インダクタンスがそれぞれ {\displaystyle L_{1}} と {\displaystyle L_{2}} である回路が相互インダクタンス {\displaystyle M} で磁気結合していると見なした場合の理想変圧器では、相互インダクタンス {\displaystyle M} を共通とする回路網に変形できる。
図.16 (c-1)のような入出力電流電圧関係があるとき、4端子のうちの2端子を同一電位として考えるT型回路とすれば、左側({\displaystyle v_{1}})側からみて {\displaystyle L_{1}-M} と {\displaystyle M} のインダクタンス直列回路、右({\displaystyle v_{2}})側からみて {\displaystyle L_{2}-M} と {\displaystyle M} のインダクタンス直列回路であり、{\displaystyle M} を共通のインダクタンスとしている回路（図.16 (c-2)）と見なせる。
実際の変圧器

図.17 実際の変圧器の等価回路

理想変圧器とは異なり、実際の変圧器では鉄芯の磁気特性（ヒステリシス特性や励磁電流の必要性）の影響により、交番励磁するための電力（鉄損）が生じる。励磁するための電流は歪み波電流であるが、等価的には実効値が等しい正弦波電流 {\displaystyle I_{0}} として扱う。励磁電流の負荷は有効電力と無効電力を分ける励磁コンダクタンス {\displaystyle g_{0}} と励磁サセプタンス {\displaystyle b_{0}} で構成される励磁アドミタンス {\displaystyle Y_{0}} として考える（図.17 (a)）。この励磁アドミタンスにより、2次側が無負荷であっても電流が流れる。
さらに、1次側、2次側巻線には電気抵抗が存在するとともに、各巻線によって発生する磁束すべてが他方の巻線に鎖交するするのではなく一部は空気中を通る漏れ磁束になることから、漏れリアクタンスとよばれる成分が生じる。このため、それぞれの巻線の電気抵抗を {\displaystyle r_{1}}、{\displaystyle r_{2}}、漏れリアクタンスを {\displaystyle x_{1}}、{\displaystyle x_{2}} とおき、理想変圧器を用いて生成した等価回路は図.17 (b)のようになる。
1次電流 {\displaystyle I_{1}} は励磁電流 {\displaystyle I_{0}} と理想変圧器の1次電流 {\displaystyle I_{1}'} になるので、このときの理想変圧器の1次側電圧を {\displaystyle E_{1}} とすれば、2次側電圧 {\displaystyle E_{2}} は巻数比 {\displaystyle a} できまり {\displaystyle E_{2}=E_{1}/a} となる。同様に、1次側電流 {\displaystyle I_{1}'} と2次側電流 {\displaystyle I_{2}} の関係は、{\displaystyle I_{2}=aI_{1}'} で表される。
ここで、図.17 (c)において、2次側電圧 {\displaystyle E_{2}} を {\displaystyle a} 倍して1次側の電圧 {\displaystyle E_{1}} と同じにし、同時に2次側電流 {\displaystyle I_{2}} を {\displaystyle 1/a} 倍しても2次側の負荷の関係は同じになるので、右図(b)の1次側には影響しない。この関係を満たすために2次側の負荷インピーダンスをそれぞれ {\displaystyle a^{2}} 倍する。この回路変形を行うことで理想変圧器を省略することができ、図.17 (d)の等価回路となる。これを2次側を1次側に変換した変圧器等価回路という。
さらに、通常使用される変圧器においては、各巻線の電気抵抗({\displaystyle r_{1},r_{2}})や漏れリアクタンス({\displaystyle x_{1},x_{2}})は小さく、励磁電流 {\displaystyle I_{0}} も小さくなるよう作られているために電圧降下の影響も少なくなるので、励磁アドミタンスの位置を図.17 (e)のように1次側に変更しても実用上問題ない。これを変圧器の簡易等価回路とよぶ。

#### 電動機
誘導電動機

図.18 誘導電動機の等価回路

誘導電動機は固定子巻線で生成する回転磁界により、回転子巻線に電流を発生させることでトルクを生じる。固定子を1次巻線、回転子を2次巻線とすれば動作は変圧器と同様の解析ができる。ただし、変圧器とは異なり、1次、2次の相数の違い、閉磁路ではないこと、2次側負荷が機械出力であること、回転子のすべり({\displaystyle s})、などを考慮する必要がある。
まず、固定子巻線1相に対して等価回路を考える。
実際の変圧器と同様に、励磁電流を流すための励磁アドミタンス {\displaystyle Y_{0}} が存在する（図.18 (a)）。ただし、この誘導アドミタンスに流れる電流は変圧器に比べて大きい。1次側2次側それぞれに巻線の電気抵抗 {\displaystyle r_{1}}、{\displaystyle r_{2}}、漏れリアクタンスを {\displaystyle x_{1}}、{\displaystyle x_{2}} があることも同様である。
2次側の回転子が停止している状態(s=1)では、機械出力がゼロであることと同等であるので、変圧器の2次側インピーダンスは短絡されているものと見なせ、図.18 (b)の等価回路として示される。
回転子がすべり {\displaystyle s} で回転しているとき、2次側の負荷抵抗 {\displaystyle R} は機械出力と等しいと見なせると考えれば、この負荷抵抗 {\displaystyle R} を {\displaystyle R={\frac {1-s}{s}}r_{2}} とおくことで、図.18 (c)の等価回路を得る。
実際の誘導電動機では、1次巻線と2次巻線の巻数や相数は異なるため、次の換算を用いる。
1次および2次の巻数比 {\displaystyle a} は、それぞれの巻数を {\displaystyle N_{1}}、{\displaystyle N_{2}}、巻数係数を {\displaystyle K_{N1}}、{\displaystyle K_{N2}} とすれば、{\displaystyle a={\frac {K_{N1}N_{1}}{K_{N2}N_{2}}}} となり、それぞれの相数を {\displaystyle m_{1}}、{\displaystyle m_{2}} とすれば、2次側の抵抗とリアクタンスは、{\displaystyle r_{2}'={\frac {m_{1}}{m_{2}}}a^{2}r_{2}}、{\displaystyle x_{2}'={\frac {m_{1}}{m_{2}}}a^{2}x_{2}} となり、このときの負荷抵抗 {\displaystyle R'} は {\displaystyle R'={\frac {1-s}{s}}r_{2}'} となるので、これを考慮して変圧器の1次側変換等価回路と同様の変換を行えば、図.18 (d)の等価回路になる。
さらに、誤差の影響は大きくなるが各部の計算簡略化を目的とし、励磁アドミタンス {\displaystyle Y_{0}} を1次側抵抗とリアクタンスよりも電源側に配置した図.18 (e)の簡易等価回路を用いることもある。
ブラシ付き直流モータ

図.19 ブラシ付き直流モータ等価回路

ブラシ付き直流モータは、N極とS極のペアの永久磁石で構成するステータと、コイルを巻き電磁石となるように構成するロータ（回転子）からなる。ロータは回転する毎に電磁石の極性が逆になるように電極（ブラシ）が配される。
電気部品としては1つの記号として表され、直流電源 {\displaystyle V_{a}} をモータに接続すると、電流 {\displaystyle I_{a}} が流れてロータが回転する（図.19 (a)）。
ロータ電磁石のための巻線はインダクタンス {\displaystyle L_{a}} と抵抗成分 {\displaystyle R_{a}} を持つ。また、ロータの回転数が増す毎に発電機としての作用を生じ、これが回路の逆起電力として見なされる。したがって、これらの要素を考慮した等価回路構成になる（図.19 (b)）。
このとき、各要素に発生する電圧は、
{\displaystyle V_{L}=L_{a}{\frac {dI_{a}}{dt}}}
{\displaystyle V_{R}=R_{a}I_{a}}
であり、モータの発電係数を {\displaystyle K_{e}} (Vs/rad)、回転速度を {\displaystyle \omega } (rad/s)とすれば、
{\displaystyle V_{M}=K_{e}\omega }
で表される。なお、定常動作時は、回路電流 {\displaystyle I_{a}} は直流安定電流となるので、巻線インダクタンス {\displaystyle L_{a}} による電圧降下はゼロになり無視できる。

## 電気系要素と各系要素との対応と等価回路
機械振動系、音響系を電気回路として表す方法は、アーサー・エドウィン・ケネリーによって考案され、この手法は各分野に拡がった。
電気回路素子と機械系、音響系、熱系、磁気系では、以下のようにパラメータが対応している。ただし、表中に示すとおり物理単位は対応しないので、異なる系を直接的に連結させることはできない。なお、本項では表記の混同を避けるため、電気系の電圧を {\displaystyle v}、運動の速度を {\displaystyle u} とする。
これらの対応関係を用いて、電気回路的動作解析・設計手法を各系に取り込むことができる。
| 電気系         | 電気系                | 直線運動系       | 直線運動系                   | 回転運動系           | 回転運動系                            | 音響系               | 音響系                        | 伝熱系 | 伝熱系                       | 磁気系   | 磁気系                                |
| -------------- | --------------------- | ---------------- | ---------------------------- | -------------------- | ------------------------------------- | -------------------- | ----------------------------- | ------ | ---------------------------- | -------- | ------------------------------------- |
| 電圧           | {\displaystyle v} (V) | 力               | {\displaystyle f} (N)        | トルク               | {\displaystyle \tau } (Nm)            | 音圧                 | {\displaystyle p} (N/m2)      | 温度   | {\displaystyle T} (K)        | 起磁力   | {\displaystyle {\mathcal {F}}} (A)    |
| 電流           | {\displaystyle i} (A) | 速度             | {\displaystyle u} (m/s)      | 角速度               | {\displaystyle \omega } (rad/s)       | 体積速度             | {\displaystyle U} (m3/s)      | 熱流量 | {\displaystyle Q} (W)        | 磁束     | {\displaystyle \phi } (Wb)            |
| 電荷           | {\displaystyle q} (C) | 変位             | {\displaystyle x} (m)        | 回転角               | {\displaystyle \theta } (rad)         | イナータンス         | {\displaystyle M_{A}} (kg/m4) | -      | -                            | -        | -                                     |
| インダクタンス | {\displaystyle L} (H) | 質量             | {\displaystyle M_{m}} (kg)   | 慣性モーメント       | {\displaystyle I} (kgm2)              | 容積                 | {\displaystyle W} (m3)        | -      | -                            | -        | -                                     |
| 静電容量       | {\displaystyle C} (F) | コンプライアンス | {\displaystyle C_{m}} (m/N)  | 回転コンプライアンス | {\displaystyle C_{\theta }} (rad/Nm)  | 音響コンプライアンス | {\displaystyle C_{A}} (m5/N)  | 熱容量 | {\displaystyle C_{th}} (J/K) | -        | -                                     |
| 電気抵抗       | {\displaystyle R} (Ω) | 機械抵抗         | {\displaystyle R_{m}} (Ns/m) | 回転機械抵抗         | {\displaystyle R_{\theta }} (Nms/rad) | 音響抵抗             | {\displaystyle R_{A}} (Ns/m5) | 熱抵抗 | {\displaystyle R_{th}} (K/W) | 磁気抵抗 | {\displaystyle {\mathcal {R}}} (A/Wb) |

### 機械工学

#### 直線運動系
機械抵抗

図.20 機械抵抗の等価回路

摩擦による抵抗や粘性のある流体中を速度 {\displaystyle u} で動かすために必要な力 {\displaystyle f} は、機械抵抗成分を {\displaystyle R_{m}} とすれば、
{\displaystyle f=R_{m}u}
で表される（図.20 (a-1)(a-2)）。
電気回路では、電流を {\displaystyle i}、電圧を {\displaystyle v}、抵抗を {\displaystyle R} とすれば、
{\displaystyle v=Ri}
で表される（図.20 (b-1)(b-2)）。
これらの式の対応から、機械抵抗 {\displaystyle R_{m}} と抵抗 {\displaystyle R}、力 {\displaystyle f} と電圧 {\displaystyle v}、速度 {\displaystyle u} と電流 {\displaystyle i} がそれぞれ対応していると考えることができ、図.20 (a-1)の状態を右図(c)に示す電気回路に変換することが可能になる。

図.21 質量の等価回路

質量
質量 {\displaystyle M_{m}} の物体に力 {\displaystyle f} を加え、変位 {\displaystyle x} が生じたとき、速度を {\displaystyle u} とすれば、
{\displaystyle f=M_{m}{\frac {d^{2}x}{dt^{2}}}=M_{m}{\frac {du}{dt}}}
で表される（図.21 (a-1)(a-2)）。
電気回路では、インダクタンス {\displaystyle L} に電圧 {\displaystyle v} を印加したとき、電流を {\displaystyle i} とすれば、
{\displaystyle v=L{\frac {di}{dt}}}
で表される（図.21 (b-1)(b-2)）。
これらの式の対応から、質量 {\displaystyle M_{m}} とインダクタンス {\displaystyle L}、力 {\displaystyle f} と電圧 {\displaystyle v}、速度 {\displaystyle u} と電流 {\displaystyle i} がそれぞれ対応していると考えることができ、図21. (a-1)の状態を図.21 (c)に示す電気回路に変換することが可能になる。
コンプライアンス

図.22 コンプライアンスの等価回路

ばねの一端を固定し、他端に力 {\displaystyle f} を加えたとき、ばねのコンプライアンスを {\displaystyle C_{m}}、変位 {\displaystyle x} は、
{\displaystyle x=C_{m}f} なので {\displaystyle f={\frac {x}{C_{m}}}}
で表される。速度 {\displaystyle v} は、
{\displaystyle v={\frac {dx}{dt}}=C_{m}{\frac {df}{dt}}}
となるので、力 {\displaystyle f} は、
{\displaystyle f={\frac {1}{C_{m}}}\int {udt}}
である（図.22 (a-1)(a-2)）。
電気回路では、静電容量 {\displaystyle C} に電圧 {\displaystyle v} を印加したとき、電荷を {\displaystyle q}、電流を {\displaystyle i} とすれば、
{\displaystyle q=Cv} なので {\displaystyle v={\frac {q}{C}}}
であり、{\displaystyle q=\int {idt}} であるから、電圧 {\displaystyle v} は、
{\displaystyle v={\frac {1}{C}}\int {idt}}
で表される（図.22 (b-1)(b-2)）。
これらの式の対応から、コンプライアンス {\displaystyle C_{m}} と静電容量 {\displaystyle C}、力 {\displaystyle f} と電圧 {\displaystyle v}、速度 {\displaystyle u} と電流 {\displaystyle i}、変位 {\displaystyle x} と電荷 {\displaystyle q} がそれぞれ対応していると考えることができ、図.22 (a-1)の状態を図.22 (c)に示す電気回路に変換することが可能になる。

#### 回転運動系
回転抵抗

図.23 回転抵抗の等価回路

回転体を摩擦抵抗や粘性のある流体中を角速度 {\displaystyle \omega } で動かすために必要な回転力（トルク） {\displaystyle \tau } は、回転機械抵抗成分を {\displaystyle R_{\theta }} とすれば、
{\displaystyle \tau =R_{\theta }\omega }
で表される（図.23 (a-1)(a-2)）。
電気回路では、電流を {\displaystyle i}、電圧を {\displaystyle v}、抵抗を {\displaystyle R} とすれば、
{\displaystyle v=Ri}
で表される（図.23 (b-1)(b-2)）。
これらの式の対応から、回転機械抵抗 {\displaystyle R_{\theta }} と抵抗 {\displaystyle R}、トルク {\displaystyle \tau } と電圧 {\displaystyle v}、角速度 {\displaystyle \omega } と電流 {\displaystyle i} がそれぞれ対応していると考えることができ、図.23 (a-1)の状態を図.23 (c)に示す電気回路に変換することが可能になる。

図.24 慣性モーメントの等価回路

慣性モーメント
慣性モーメント {\displaystyle I} を持つ回転体の軸の周りに回転力（トルク） {\displaystyle \tau } を与え、角速度 {\displaystyle \omega } が変化したとき、
{\displaystyle \tau =I{\frac {d\omega }{dt}}}
で表される（図.24 (a-1)(a-2)）。
電気回路では、インダクタンス {\displaystyle L} に電圧 {\displaystyle v} を印加したとき、電流を {\displaystyle i} とすれば、
{\displaystyle v=L{\frac {di}{dt}}}
で表される（図.24 (b-1)(b-2)）。
これらの式の対応から、慣性モーメント {\displaystyle I} とインダクタンス {\displaystyle L}、トルク {\displaystyle \tau } と電圧 {\displaystyle v}、角速度 {\displaystyle \omega } と電流 {\displaystyle i} がそれぞれ対応していると考えることができ、図.24 (a-1)の状態を図.24 (c)に示す電気回路に変換することが可能になる。
捻りバネ

図.25 捻りバネの等価回路

ばねの一端を固定し、他端に回転力（トルク） {\displaystyle \tau } を加えたとき、ばねの回転コンプライアンスを {\displaystyle C_{\theta }}、ねじれ角 {\displaystyle \theta } は、
{\displaystyle \theta =C_{\theta }\tau } なので {\displaystyle \tau ={\frac {\theta }{C_{\theta }}}}
で表される。角速度 {\displaystyle \omega } は、
{\displaystyle \omega ={\frac {d\theta }{dt}}=C_{\theta }{\frac {d\tau }{dt}}}
となるので、トルク {\displaystyle \tau } は、
{\displaystyle \tau ={\frac {1}{C_{\theta }}}\int {\omega dt}}
となる（図.25 (a-1)(a-2)）。
電気回路では、静電容量 {\displaystyle C} に電圧 {\displaystyle v} を印加したとき、電荷を {\displaystyle q}、電流を {\displaystyle i} とすれば、
{\displaystyle q=Cv} なので {\displaystyle v={\frac {q}{C}}}
であり、{\displaystyle q=\int {idt}} であるから、電圧 {\displaystyle v} は、
{\displaystyle v={\frac {1}{C}}\int {idt}}
で表される（図.25 (b-1)(b-2)）。
これらの式の対応から、回転コンプライアンス {\displaystyle C_{\theta }} と静電容量 {\displaystyle C}、トルク {\displaystyle \tau } と電圧 {\displaystyle v}、角速度 {\displaystyle \omega } と電流 {\displaystyle i}、回転角 {\displaystyle \theta } と電荷 {\displaystyle q} がそれぞれ対応していると考えることができ、図.25 (a-1)の状態を図.25 (c)に示す電気回路に変換することが可能になる。

### 音響工学
音響抵抗

図.26 音響抵抗の等価回路

媒質が流動する通路中に、動きを妨げるように繊維を詰めたり隙間を設けたりすると粘性のために媒質の動きは妨げられる。
媒質を体積速度 {\displaystyle U} で運動させるために必要な圧力を {\displaystyle \delta p} とすると、下式が成り立つ。
{\displaystyle \delta p=R_{A}U}
ここで、{\displaystyle R_{A}} を音響抵抗とよぶ（図.26 (a-1)(a-2)）。
電気回路では、電流を {\displaystyle i}、電圧を {\displaystyle v}、抵抗を {\displaystyle R} とすれば、
{\displaystyle v=Ri}
で表される（図.26 (b-1)(b-2)）。
これらの式の対応から、音響抵抗 {\displaystyle R_{A}} と抵抗 {\displaystyle R}、圧力 {\displaystyle \delta p} と電圧 {\displaystyle v}、体積速度 {\displaystyle U} と電流 {\displaystyle i} がそれぞれ対応していると考えることができ、図.26 (a-1)の状態を図.26 (c)に示す電気回路に変換することが可能になる。
イナータンス

図.27 イナータンスの等価回路

寸法が波長に比べて小さく、両端が開放され、その空間内の媒質が体積一定のまま動く状態にあるとき、一方の断面面積 {\displaystyle S} に単位面積あたりに圧力 {\displaystyle \delta p} を加えるとき、媒質の質量を {\displaystyle m}、全体の速度を {\displaystyle u} とすれば、断面に加わる力は {\displaystyle \delta pS} となるので、
{\displaystyle \delta pS=m{\frac {du}{dt}}}
断面 {\displaystyle S} を横切る体積速度を {\displaystyle U} とすれば {\displaystyle U=uS} なので、上式を変形すると、
{\displaystyle \delta p={\frac {m}{S^{2}}}{\frac {dU}{dt}}}
ここで、イナータンス {\displaystyle M_{A}} を {\displaystyle M_{A}={\frac {m}{S^{2}}}} と定義すれば、
{\displaystyle \delta p=M_{A}{\frac {dU}{dt}}}
で表される（図.27 (a-1)(a-2)）。
電気回路では、インダクタンス {\displaystyle L} に電圧 {\displaystyle v} を印加したとき、電流を {\displaystyle i} とすれば、
{\displaystyle v=L{\frac {di}{dt}}}
で表される（図.27 (b-1)(b-2)）。
これらの式の対応から、イナータンス {\displaystyle M_{A}} とインダクタンス {\displaystyle L}、圧力 {\displaystyle \delta p} と電圧 {\displaystyle v}、体積速度 {\displaystyle U} と電流 {\displaystyle i} がそれぞれ対応していると考えることができ、図.27 (a-1)の状態を図.27 (c)に示す電気回路に変換することが可能になる。
音響コンプライアンス（音響容量）

図.28 音響コンプライアンスの等価回路

波長より寸法が小さい容積 {\displaystyle W_{0}} の空洞の口に、圧力 {\displaystyle \delta p} を加えたとき、中の媒質が圧縮されて容積が {\displaystyle \delta W} だけ減少したとする。空洞内の媒質の静止圧を {\displaystyle p_{0}}、静止密度を {\displaystyle \rho _{0}}、媒質の定圧比熱と定積比熱との比を {\displaystyle \gamma }、音速を {\displaystyle c} として、断熱変化であるとすれば、以下の近似式が成り立つ。
{\displaystyle {\frac {\delta p}{p_{0}}}\simeq \gamma {\frac {\delta W}{W_{0}}}}
この式を変形すれば、
{\displaystyle \delta W\simeq {\frac {W_{0}}{p_{0}\gamma }}={\frac {W_{0}}{c^{2}\rho _{0}}}}
ここで、音響コンプライアンス（音響容量）を {\displaystyle C_{A}={\frac {W_{0}}{c^{2}\rho _{0}}}} と定義すれば、
{\displaystyle \delta W=C_{A}\delta p}
となる。口部分を通過する媒質の体積速度 {\displaystyle U} は、
{\displaystyle U={\frac {d\delta W}{dt}}=C_{A}{\frac {d\delta p}{dt}}}
である。したがって、圧力 {\displaystyle \delta p} は、
{\displaystyle \delta p={\frac {1}{C_{A}}}\int {Udt}}
となる（図.28 (a-1)(a-2)）。
電気回路では、静電容量 {\displaystyle C} に電圧 {\displaystyle v} を印加したとき、電荷を {\displaystyle q}、電流を {\displaystyle i} とすれば、
{\displaystyle q=Cv} なので {\displaystyle v={\frac {q}{C}}}
であり、{\displaystyle q=\int {idt}} であるから、電圧 {\displaystyle v} は、
{\displaystyle v={\frac {1}{C}}\int {idt}}
で表される（図.28 (b-1)(b-2)）。
これらの式の対応から、音響コンプライアンス {\displaystyle C_{A}} と静電容量 {\displaystyle C}、圧力 {\displaystyle \delta p} と電圧 {\displaystyle v}、体積速度 {\displaystyle U} と電流 {\displaystyle i}、容積 {\displaystyle \delta W} と電荷 {\displaystyle q} がそれぞれ対応していると考えることができ、図.28 (a-1)の状態を図.28 (c)に示す電気回路に変換することが可能になる。

### 伝熱工学

図.29 2点の温度差間の熱流量と熱抵抗

伝熱工学における等価回路の適用は、熱流量 {\displaystyle Q} と電流 {\displaystyle I}、熱抵抗 {\displaystyle R_{th}} と電気抵抗 {\displaystyle R}、熱容量 {\displaystyle C_{th}} と静電容量 {\displaystyle C} を対応させることができる。

#### 熱抵抗
2点の温度が {\displaystyle T_{1}} と {\displaystyle T_{2}} {\displaystyle (T_{1}>T_{2})} であり、その間の熱流量が {\displaystyle Q} であるとき、熱抵抗 {\displaystyle R_{th}} は、
{\displaystyle R_{th}={\frac {T_{1}-T_{2}}{Q}}}
で定義される。熱抵抗は熱伝達率の逆数であり、熱の伝わりにくさを表す。
これは、電気回路における2点の電位 {\displaystyle V_{1}}、{\displaystyle V_{2}} 間 {\displaystyle (V_{1}>V_{2})}に流れる電流 {\displaystyle I} と電気抵抗 {\displaystyle R} の関係、
{\displaystyle R={\frac {V_{1}-V_{2}}{I}}}
に対応している（図.29）。

#### 熱容量
伝熱において、定常状態では熱抵抗のみを考慮すれば良いが、発熱源の発熱量が変化するなどの過渡的な状態では対象となる物質の熱容量によって温度に時間的な変化が生じる。
熱容量 {\displaystyle C_{th}} は、熱量 {\displaystyle \Delta Q} を与えたときに上昇する温度を {\displaystyle \Delta T} とすれば、
{\displaystyle C_{th}={\frac {\Delta Q}{\Delta T}}}
である。
これは、電気回路における静電容量 {\displaystyle C} と、電荷 {\displaystyle q}、電位差 {\displaystyle V} の関係
{\displaystyle C={\frac {q}{V}}}
と同形式である。ここで、電荷 {\displaystyle q} と熱量 {\displaystyle \Delta Q} が対応し、それぞれを時間積分したものが、電流 {\displaystyle i}、熱流量 {\displaystyle Q} に対応する。

#### 熱回路網

図.30 定常状態の熱抵抗回路

熱回路網とは、温度、熱源、熱抵抗、熱容量の関係を回路図としてモデル化したものである。電気回路の場合と同様の計算で解くことが出来る。
単純な例として、2点の温度({\displaystyle T_{1}} - {\displaystyle T_{2}})間に異なる2種の熱抵抗 {\displaystyle R_{th1}}、{\displaystyle R_{th2}} の物質があることを想定する。このとき、2点間に対して直列に層をなしている場合は各熱抵抗を加算したものが合成熱抵抗となり、{\displaystyle R_{th}=R_{th1}+R_{th2}} となる（図.30 (a)）。また、2点間に対して並列に層をなしている場合は、{\displaystyle {\frac {1}{R_{th}}}={\frac {1}{R_{th1}}}+{\frac {1}{R_{th2}}}} となる（図.30 (b)）。したがって、{\displaystyle R_{th}={\frac {R_{th1}R_{th2}}{R_{th1}+R_{th2}}}} である。
いずれも、電気回路における抵抗の直列接続、並列接続の場合と同様に計算できる。

図.31 熱抵抗と熱容量による過渡熱抵抗等価回路

熱容量が無視できない過渡状態では、熱抵抗と熱容量を回路として用い、過渡熱インピーダンスと呼ぶ。過渡熱インピーダンスのモデルとしては、ラダー型のCauerモデル（図.31 (a)）、チェーン型のFosterモデル（図.31 (b)）がある。ただし、熱抵抗、熱容量のいずれも材質や形状などが理想状態からずれることが多く、モデリングの合わせ込みが必要となる。

### 磁気回路

図.32 磁気回路と電気回路

例えば、電磁石のように鉄芯にコイルを巻いて電流を流すことで磁束を発生させることを考えたとき、磁束の通る磁路を磁気回路という（図.32 (a)）。
磁束 {\displaystyle \phi } を発生させる力を起磁力 {\displaystyle {\mathcal {F}}} とよび、コイルの巻数 {\displaystyle N} とコイルに流す電流 {\displaystyle i} から
{\displaystyle {\mathcal {F}}=Ni}
となる。また、磁路の平均長を {\displaystyle {\mathit {l}}}、断面積を {\displaystyle S} とし、透磁率を {\displaystyle \mu } としたとき、磁気抵抗（リラクタンス） {\displaystyle {\mathcal {R}}} は、
{\displaystyle {\mathcal {R}}={\frac {\mathit {l}}{\mu S}}}
である。磁束 {\displaystyle \phi } は起磁力 {\displaystyle {\mathcal {F}}} に比例し、磁気抵抗 {\displaystyle {\mathcal {R}}} に反比例するので、これらのの関係は、
{\displaystyle \phi ={\frac {\mathcal {F}}{\mathcal {R}}}}
となり、図.32 (b)のような回路に置き換えることができる。また、この式は、電気回路における電流 {\displaystyle i}、電圧 {\displaystyle E}、電気抵抗 {\displaystyle R} との関係（オームの法則）
{\displaystyle i={\frac {E}{R}}}
と同形式（図.32 (c)）であり{\displaystyle {\begin{cases}\phi \Leftrightarrow i\\{\mathcal {F}}\Leftrightarrow E\\{\mathcal {R}}\Leftrightarrow R\end{cases}}}
という対応になるので、磁気回路におけるオームの法則とも呼ばれる。
また、磁気回路におけるオームの法則と同様に、磁気回路におけるキルヒホッフの法則も成立する。
ただし、電気回路の場合は電気抵抗は線形素子として扱えるが、磁気回路の場合は透磁率が磁束の大きさによって変化するため非線形となるので注意を要する。

### 生体
生体のインピーダンスを測定ないしは推定することにより、心循環系、呼吸系、体組成などの状態を推定したり診断情報として利用することが行われる。

#### 生体インピーダンス

図.33 生体インピーダンスの等価回路

体組織の解析や生体運動の解析を行う上で、人体を抵抗成分や静電容量成分などから構成される生体インピーダンスとして解析する手法がある。
簡単な例では、生体組織が細胞と細胞外液から構成され、細胞が細胞膜と細胞内液から構成されることから、細胞膜が持つ静電容量成分、細胞内液・細胞外液が持つ抵抗成分の回路網として表すことができる（図.33 (a)、(b)）。この等価回路を用いて体組成計における体脂肪率等の計測が行われる。
なお、図.33 の2つの等価回路では、それぞれの素子の抵抗値、静電容量を適切に設定することで特性は一致する。

#### ウィンドケッセルモデル

図.34 ウィンドケッセルモデル 心臓(Heart)がポンプ(Pump)、弾性動脈(Elastic arteries)が空気室(Windkessel)に相当する
図.35 ウィンドケッセルモデルの等価回路

循環器医学におけるウィンドケッセルモデルは、心臓の拍動による動脈血の血圧波形を説明するために導入されたモデルである。大動脈を収縮する槽、末梢血管を一定の流路抵抗を持つとみなすことを基本としている。
最も簡単なモデルでは、動脈のコンプライアンスと末梢血管の抵抗を模擬し、2要素モデルとよばれる（図.35 (a)）。心臓の拍動圧を {\displaystyle P}、血液の流量を {\displaystyle Q} とする。
2要素モデルに大動脈の流路抵抗 {\displaystyle Z_{c}} を加味したモデルを、3要素モデルという（図.35 (b)）。
さらに、血流の慣性力 {\displaystyle L} を加味すると、4要素モデルになる（図.35 (c)）。

#### ホジキン-ハクスリー・モデル

図.36 神経繊維膜の電気的等価回路（ホジキン-ハクスリー・モデル）

アラン・ロイド・ホジキンとアンドリュー・フィールディング・ハクスリーは、イカの巨大軸索神経の活動電位伝搬の研究により、神経繊維膜の電気的等価回路（ホジキン-ハクスリー・モデル）を提唱した。これは、神経の活動電位伝搬はナトリウムイオンとカリウムイオンが担っていることを明らかにしたものである。
図.36 において、神経繊維膜の膜電位({\displaystyle E})と膜の外部から内部へ流れる電流({\displaystyle I})との関係は、膜の間に存在するイオンの平衡電位（ナトリウムイオン({\displaystyle E_{Na}})、カリウムイオン({\displaystyle E_{K}})、その他塩化物等イオン({\displaystyle E_{L}})）とそれぞれのイオンチャネルの抵抗（{\displaystyle R_{Na}}、{\displaystyle R_{K}}、{\displaystyle R_{L}}）、膜間の静電容量({\displaystyle C_{M}})で決まる。ここで、抵抗成分{\displaystyle R_{Na}}、{\displaystyle R_{K}}は可変抵抗で表され、膜電位はこれらチャネル抵抗の変化によることで説明ができる
。